# Receptor tiroidnog hormona
Receptor tiroidnog hormona je tip nuklearnog receptora koji se aktivira vezivanjem tiroidnog hormona.

## Funkcija
Među važnim funkcijama receptora tiroidnog hormona su regulacija metabolizma i brzine srca. Sem toga, oni su kritični u razvoju organizama.

## Izoforme
Postoje tri forme receptora tiroidnog hormona. One su označane sa: alfa-1, beta-1 i beta-2.
Poznate su dve splajsne varijante TR-alfa receptora kodirane  genom, i dve splajsne varijante TR-beta izoforme kodirane  genom:
- TR-α1 (široko izražen, sa posebno visokom izražavanjem u mušićima srca i skeletona)
- TR-α2 (homologan sa viralnim onkogenom c-erb-A, takođe je široko izražen, ali nema sposobnost vezivanja hormona)
- TR-β1 (predominantno izražen u mozgu, jetri i burezima)
- TR-β2 (izražen prvenstveno u hipotalamusu i hipofizi)

## Veza sa oboljenjima
Pojedine mutacije receptora tiroidnog hormona su vezane za rezistentnost na tiroidni hormon.

## Literatura
1. ↑  Spurr NK, Solomon E, Jansson M, Sheer D, Goodfellow PN, Bodmer WF, Vennstrom B (1984). „Chromosomal localisation of the human homologues to the oncogenes erbA and B”. EMBO J. 3 (1): 159—63. PMC 557313 . PMID 6323162.[мртва веза]
2. 1 2  Flamant F, Baxter JD, Forrest D, Refetoff S, Samuels H, Scanlan TS, Vennstrom B, Samarut J (2006). „International Union of Pharmacology. LIX. The pharmacology and classification of the nuclear receptor superfamily: thyroid hormone receptors”. Pharmacol Rev. 58 (4): 705—11. PMID 17132849. doi:10.1124/pr.58.4.3.
3. ↑  Yen PM (2001). „Physiological and molecular basis of thyroid hormone action”. Physiol Rev. 81 (3): 1097—142. PMID 11427693. Архивирано из оригинала 01. 04. 2009. г. Приступљено 03. 03. 2011.
4. ↑  Harvey CB, Williams GR (2002). „Mechanism of thyroid hormone action”. Thyroid (journal). 12 (6): 441—6. PMID 12165104. doi:10.1089/105072502760143791.
5. ↑  Brent GA (2000). „Tissue-specific actions of thyroid hormone: insights from animal models”. Rev Endocr Metab Disord. 1 (1-2): 27—33. PMID 11704989. doi:10.1023/A:1010056202122.
6. ↑  Olateju TO, Vanderpump MP (2006). „Thyroid hormone resistance”. Ann Clin Biochem. 43 (Pt 6): 431—40. PMID 17132274. doi:10.1258/000456306778904678.

## Spoljašnje veze
- Overview at vivo.colostate.edu Архивирано на веб-сајту  (14. мај 2023)
- Thyroid+Hormone+Receptors на 